# Uta Barth
Uta Barth (* 1958 in Berlin) ist eine deutsche Fotografin, die in Los Angeles lebt und arbeitet.
Uta Barth erstellt Fotografien, die häufig eine solche Unschärfe aufweisen, dass sie nicht mehr die Wirklichkeit dokumentieren, sondern die Wahrnehmung darstellen. Sie präsentiert ihre Werke wiederholt in Zusammenstellungen von jeweils zwei Fotografien, die an Diptychen erinnern und bei denen mitunter das gleiche Objekt mit nur wenig verändertem Blickwinkel aufgenommen wurde.
Seit 1990 ist sie Professorin an der University of California, Riverside.
Ihre Fotografien finden sich in mehreren Sammlungen, darunter das J. Paul Getty Museum in Los Angeles, Tate Gallery London, San Francisco Museum of Modern Art, und das Whitney Museum of American Art in New York City.
2012 erhielt sie eine MacArthur Fellowship.